# Klaus Nennecke
Klaus Peter Nennecke (* 4. Juni 1925 in Braunschweig; † 9. September 2016) war ein Brigadegeneral des Heeres der Bundeswehr.

## Leben
Von 1961 bis 1963 absolvierte Nennecke den 4. Generalstabslehrgang Heer an der Führungsakademie der Bundeswehr in Hamburg, wo er zum Offizier im Generalstabsdienst ausgebildet wurde.
Am 1. Oktober 1970 wurde er als Oberst als Nachfolger von Oberst Günther Schmelzer der Chef des Stabes der 11. Panzergrenadierdivision in Oldenburg und verblieb auf diesem Posten bis zum 31. März 1973, woraufhin Oberst Konrad Manthey ihm folgte. Im Anschluss wurde er am 1. April 1973 Nachfolger von Oberst Erwin Hentschel Kommandeur der Panzerbrigade 3 „Weser-Leine“ in Nienburg/Weser und hatte diese Dienststellung bis zum 31. März 1980 inne. In dieser Verwendung erfolgte seine Beförderung zum Brigadegeneral. Sein Nachfolger wurde anschließend am 1. April 1980 Oberst Adalbert von der Recke. Zuletzt wurde Nennecke am 7. Dezember 1984 als Nachfolger von Generalmajor Wolfgang Tebbe Kommandeur der 3. Panzerdivision in Buxtehude. Diese Dienststellung behielt er bis zum 31. März 1985, woraufhin Generalmajor Harald Schulz sein dortiger Nachfolger wurde. Am 30. September 1985 wurde er in den Ruhestand versetzt.
Nennecke war Ehrenritter des Johanniterordens und engagierte sich als Vorstandsmitglied im Reit- und Fahrverein Nienburg/Weser.